# Rock Hudson
Rock Hudson (născut Roy Harold Scherer Jr.; n. 17 noiembrie 1925, Winnetka⁠(d), New Trier Township⁠(d), Illinois, SUA – d. 2 octombrie 1985, Marina del Rey⁠(d), Comitatul Los Angeles, California, SUA) a fost un actor american. Deși a fost cunoscut ca un actor de frunte în anii 1950 și 1960, adesea jucând în comedii romantice, Hudson este, de asemenea, recunoscut pentru rolurile dramatice din filme, cum ar fi Giant  și Magnificent Obsession. În ultimii ani, el a găsit succesul în televiziune, a jucat în populara serie de mister McMillan & Wife și soap opera Dynasty.

În anii 1980, el a fost una dintre primele vedete care au declarat public că sunt diagnosticate cu SIDA, lucru care a atras atenția asupra acestei probleme, dar, de asemenea, asupra homosexualității lui, complet necunoscută publicului larg.

## Filmografie

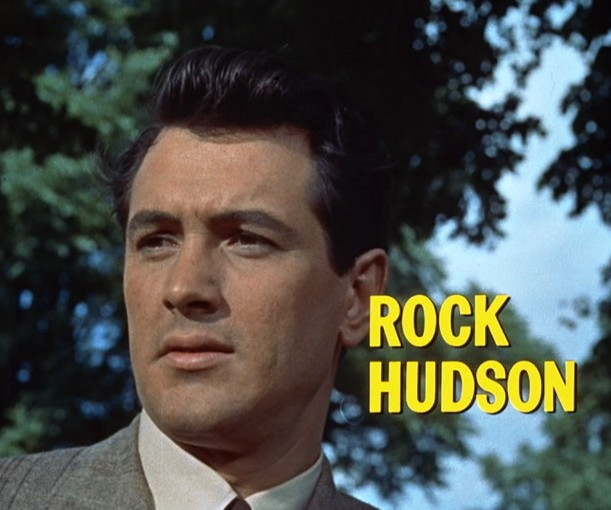
Rock Hudson în Giant (1956)

### Film
| #  | An   | Titlu                                           | Rol                           | Note                                                  |
| -- | ---- | ----------------------------------------------- | ----------------------------- | ----------------------------------------------------- |
| 1  | 1944 | Arsenic and Old Lace (Arsenic și dantelă veche) | Critic de teatru              | Nemenționat                                           |
| 2  | 1948 | Fighter Squadron                                | Sublocotenent                 | Nemenționat                                           |
| 3  | 1949 | Undertow                                        | Detectiv                      | Menționat ca Roc Hudson                               |
| 4  | 1950 | One Way Street                                  | Șofer de camion               | Nemenționat                                           |
| 5  | 1950 | I Was a Shoplifter                              | Store detective               |                                                       |
| 6  | 1950 | Peggy                                           | Johnny "Scat" Mitchell        |                                                       |
| 7  | 1950 | Winchester '73                                  | Tânărul Bull                  |                                                       |
| 8  | 1950 | The Desert Hawk                                 | Căpitan Ras                   |                                                       |
| 9  | 1950 | Shakedown                                       | Ted                           |                                                       |
| 10 | 1951 | Tomahawk                                        | Burt Hanna                    |                                                       |
| 11 | 1951 | Air Cadet                                       | Elev în clasele terminale     |                                                       |
| 12 | 1951 | The Fat Man                                     | Roy Clark                     |                                                       |
| 13 | 1951 | Bright Victory                                  | Dudek                         |                                                       |
| 14 | 1951 | Iron Man                                        | Tommy "Speed" O'Keefe (Kosco) |                                                       |
| 15 | 1952 | Bend of the River (Caravană spre Vest)          | Trey Wilson                   |                                                       |
| 16 | 1952 | Here Come the Nelsons                           | Charles E. "Charlie" Jones    |                                                       |
| 17 | 1952 | Scarlet Angel                                   | Frank Truscott (Panama)       |                                                       |
| 18 | 1952 | Has Anybody Seen My Gal?                        | Dan Stebbins                  |                                                       |
| 19 | 1952 | Horizons West (Trădătorul din Texas )           | Neil Hammond                  |                                                       |
| 20 | 1953 | The Lawless Breed                               | John Wesley Hardin            |                                                       |
| 21 | 1953 | Seminole                                        | Lance Caldwell                |                                                       |
| 22 | 1953 | Sea Devils                                      | Gilliatt                      |                                                       |
| 23 | 1953 | The Golden Blade                                | Harun                         |                                                       |
| 24 | 1953 | Gun Fury                                        | Ben Warren                    |                                                       |
| 25 | 1953 | Back to God's Country                           | Peter Keith                   |                                                       |
| 26 | 1953 | Beneath the 12-Mile Reef                        | Narator                       | Nemenționat                                           |
| 27 | 1954 | Taza, Son of Cochise                            | Taza                          |                                                       |
| 28 | 1954 | Magnificent Obsession                           | Bob Merrick                   |                                                       |
| 29 | 1954 | Bengal Brigade                                  | Căpitan Jeffrey Claybourne    |                                                       |
| 30 | 1955 | Captain Lightfoot                               | Michael Martin                |                                                       |
| 31 | 1955 | One Desire                                      | Clint Saunders                |                                                       |
| 32 | 1955 | All That Heaven Allows                          | Ron Kirby                     |                                                       |
| 33 | 1956 | Never Say Goodbye                               | Dr. Michael Parker            |                                                       |
| 34 | 1956 | Giant                                           | Jordan "Bick" Benedict, Jr.   | Nominalizare – Premiul Oscar pentru cel mai bun actor |
| 35 | 1956 | Written on the Wind (Ca frunzele-n vânt)        | Mitch Wayne                   |                                                       |
| 36 | 1957 | Battle Hymn                                     | Col. Dean Hess                |                                                       |
| 37 | 1957 | Something of Value                              | Peter                         |                                                       |
| 38 | 1957 | The Tarnished Angels                            | Burke Devlin                  |                                                       |
| 39 | 1957 | Adio arme (A Farewell to Arms)                  | Locotenent Frederick Henry    |                                                       |
| 40 | 1958 | Twilight for the Gods                           | Căpitan David Bell            |                                                       |
| 41 | 1959 | This Earth Is Mine                              | John Rambeau                  |                                                       |
| 42 | 1959 | Pillow Talk                                     | Brad Allen                    |                                                       |
| 43 | 1961 | The Last Sunset (Ultimul amurg)                 | Dana Stribling                |                                                       |
| 44 | 1961 | Come September (Întâlnire în septembrie)        | Robert L. Talbot              |                                                       |
| 45 | 1961 | Lover Come Back (Confidențe pe pernă)           | Jerry Webster                 |                                                       |
| 46 | 1962 | The Spiral Road                                 | Dr. Anton Drager              |                                                       |
| 47 | 1963 | Marilyn                                         | Narator                       | Documentar                                            |
| 48 | 1963 | A Gathering of Eagles (Viața la înălțime)       | Colonel Jim Caldwell          |                                                       |
| 49 | 1964 | Man's Favorite Sport?                           | Roger Willoughby              |                                                       |
| 50 | 1964 | Send Me No Flowers (Nu-mi trimite flori)        | George                        |                                                       |
| 51 | 1965 | Strange Bedfellows (Un pat de două persoane)    | Carter Harrison               |                                                       |
| 52 | 1965 | A Very Special Favor                            | Paul Chadwick                 |                                                       |
| 53 | 1965 | Blindfold                                       | Dr. Bartholomew Snow          |                                                       |
| 54 | 1966 | Seconds                                         | Antiochus "Tony" Wilson       |                                                       |
| 55 | 1967 | Tobruk                                          | Maior Donald Craig            |                                                       |
| 56 | 1968 | A Fine Pair                                     | Căpitan Mike Harmon           |                                                       |
| 57 | 1968 | Ice Station Zebra (Stația polară Zebra)         | Comandor James Ferraday       |                                                       |
| 58 | 1969 | The Undefeated                                  | Colonel James Langdon         |                                                       |
| 59 | 1970 | Darling Lili                                    | Maior William Larrabee        |                                                       |
| 60 | 1970 | Hornets' Nest (Cuibul de viespi)                | Turner                        |                                                       |
| 61 | 1971 | Pretty Maids All in a Row                       | Michael "Tiger" McDrew        |                                                       |
| 62 | 1973 | Showdown (Cu cărțile pe față)                   | Chuck Jarvis                  |                                                       |
| 63 | 1976 | Embryo                                          | Dr. Paul Holliston            |                                                       |
| 64 | 1978 | Avalanche                                       | David Shelby                  |                                                       |
| 65 | 1980 | Oglinda spartă                                  | Jason Rudd                    |                                                       |
| 66 | 1980 | Superstunt II                                   |                               | Film de televiziune                                   |
| 67 | 1981 | The Star Maker                                  | Danny Youngblood              |                                                       |
| 68 | 1982 | World War III                                   | Președinte Thomas McKenna     | Film de televiziune                                   |
| 69 | 1984 | Ambasadorul                                     | Frank Stevenson               |                                                       |
| 70 | 1984 | The Vegas Strip War                             | Neil Chaine                   | Film de televiziune                                   |

### Televiziune
| #  | An        | Titlu                       | Rol                                       | Note                         |
| -- | --------- | --------------------------- | ----------------------------------------- | ---------------------------- |
| 1  | 1954–1955 | The Colgate Comedy Hour     | Rolul său                                 | 2 episoade                   |
| 2  | 1955      | I Love Lucy                 | Rolul său                                 | Episodul: "In Palm Springs"  |
| 3  | 1962      | The Jack Benny Program      | Rolul său                                 | Episodul: "Rock Hudson Show" |
| 4  | 1968–1969 | Rowan & Martin's Laugh-In   | Rolul său                                 | 3 episoade                   |
| 5  | 1970      | The Jim Nabors Hour         | Rolul său                                 | 1 episod                     |
| 6  | 1971–1977 | McMillan & Wife             | Comisar de poliție Stewart "Mac" McMillan | 40 episoade                  |
| 7  | 1975–1977 | The Carol Burnett Show      | Rolul său                                 | 3 episoade                   |
| 8  | 1978      | Wheels                      | Adam Trenton                              | Miniserial TV                |
| 9  | 1980      | The Martian Chronicles      | Col. John Wilder                          | Miniserial TV                |
| 10 | 1980      | The Beatrice Arthur Special | Rolul său                                 |                              |
| 11 | 1982      | The Devlin Connection       | Brian Devlin                              | 13 episoade                  |
| 12 | 1984–1985 | Dynasty                     | Daniel Reece                              | 9 episoade; ultimul rol      |

## Premii și nominalizări
| #  | An   | Premiu                 | Categorie                                         | Pentru                |
| -- | ---- | ---------------------- | ------------------------------------------------- | --------------------- |
| 1  | 1956 | Premiile Photoplay     | Cea mai populară vedetă - bărbat                  | Pentru munca sa       |
| 2  | 1957 | Premiile Photoplay     | Cea mai populară vedetă - bărbat                  | Pentru munca sa       |
| 3  | 1958 | Premiul Laurel         | Cea mai bună vedetă - bărbat                      | Pentru munca sa       |
| 4  | 1959 | Premiile Bambi         | Cel mai bun actor – International                 | This Earth is Mine    |
| 5  | 1959 | Premiile Globul de Aur | Filmul Favorit Mondial - Bărbat                   | Pentru munca sa       |
| 6  | 1959 | Premiul Laurel         | Cea mai bună vedetă - bărbat                      | Pentru munca sa       |
| 7  | 1959 | Premiile Photoplay     | Cea mai populară vedetă - bărbat                  | Pentru munca sa       |
| 8  | 1960 | Premiile Bambi         | Cel mai bun actor – International                 | Pillow Talk           |
| 9  | 1960 | Premiile Globul de Aur | Filmul Favorit Mondial - Bărbat                   | Pentru munca sa       |
| 10 | 1960 | Premiile Laurel Awrds  | Cea mai bună vedetă - bărbat                      | Pentru munca sa       |
| 11 | 1961 | Premiile Bambi         | Cel mai bun actor – International                 | Come September        |
| 12 | 1961 | Premiile Globul de Aur | Filmul Favorit Mondial - Bărbat                   | Pentru munca sa       |
| 13 | 1962 | Premiile Bambi         | Cel mai bun actor – Internațional                 | The Spiral Road       |
| 14 | 1963 | Premiile Globul de Aur | Filmul Favorit Mondial - Bărbat                   | Pentru munca sa       |
| 15 | 1963 | Premiile Laurel        | Cea mai bună vedetă - bărbat                      | Pentru munca sa       |
| 16 | 1964 | Premiile Bambi         | Cel mai bun actor – Internațional                 | Man's Favorite Sport? |
| 17 | 1967 | Premiile Bambi         | Cel mai bun actor – Internațional                 | Seconds               |
| 18 | 1977 | TP de Oro              | Cel mai bun actor străin (Mejor Actor Extranjero) | McMillan & Wife       |